# Menander
Menander es un género de mariposas de la familia Riodinidae.

## Diversidad
Existen 11 especies reconocidas en el género, 10 de ellas tienen distribución neotropical.

## Plantas hospederas
Las especies del género Menander se alimentan de plantas de las familias Clusiaceae, Marcgraviaceae. Las plantas hospederas reportadas incluyen los géneros Clusia, Marcgravia.